# 胜利街道 (乌兰浩特市)
胜利街道，是中华人民共和国内蒙古自治区兴安盟乌兰浩特市下辖的一个乡镇级行政单位。

## 行政区划
胜利街道下辖以下地区：
东方社区、安居社区、站前社区、曙光社区和新桥社区。